# Myrsine collina
Myrsine collina är en viveväxtart som beskrevs av Jean Nadeaud. Myrsine collina ingår i släktet Myrsine och familjen viveväxter. Utöver nominatformen finns också underarten M. c. falcata.